# Rusko
Pour les articles homonymes, voir Rusko (homonymie).
Rusko est une commune située dans le sud-ouest de la Finlande, dans la province de Finlande occidentale et la région de Finlande du Sud-Ouest.

## Géographie
Rusko fait partie de la banlieue de Turku, immédiatement au nord de l'aéroport, le centre-ville se situant à tout juste 11 km du centre administratif de la commune.
En raison de sa proximité avec Turku, elle a subi d'importantes mutations depuis 30 ans, à commencer par un doublement de sa population, et perd lentement son caractère rural au profit des quartiers pavillonnaires.
La municipalité est très petite, seules 10 communes de Finlande continentale (et 4 communes insulaires) sont de taille plus réduite. La première mention du lieu date de 1337.
Les communes voisines sont Turku à l'est et au sud, Raisio au sud-ouest, Masku à l'ouest et Vahto au nord.

## Démographie
Depuis 1980, l'évolution démographique de Rusko est la suivante, :
| Année      | 1980  | 1985  | 1990  | 1995  | 2000  | 2005  |
| ---------- | ----- | ----- | ----- | ----- | ----- | ----- |
| population | 3 361 | 4 013 | 4 542 | 4 892 | 5 174 | 5 654 |

| Année      | 2010  | 2015  | 2020  |
| ---------- | ----- | ----- | ----- |
| population | 5 816 | 6 110 | 6 334 |

## Lieux et monuments
- Église de Rusko
- Mairie de Rusko.
- Parc national de Kurjenrahka
- École de Maunu

## Personnalités
- Tarja Lunnas, chanteuse
- Jussi Makkonen, joueur de hockey
- Maunu I, évêque catholique romain de Turku

## Galerie

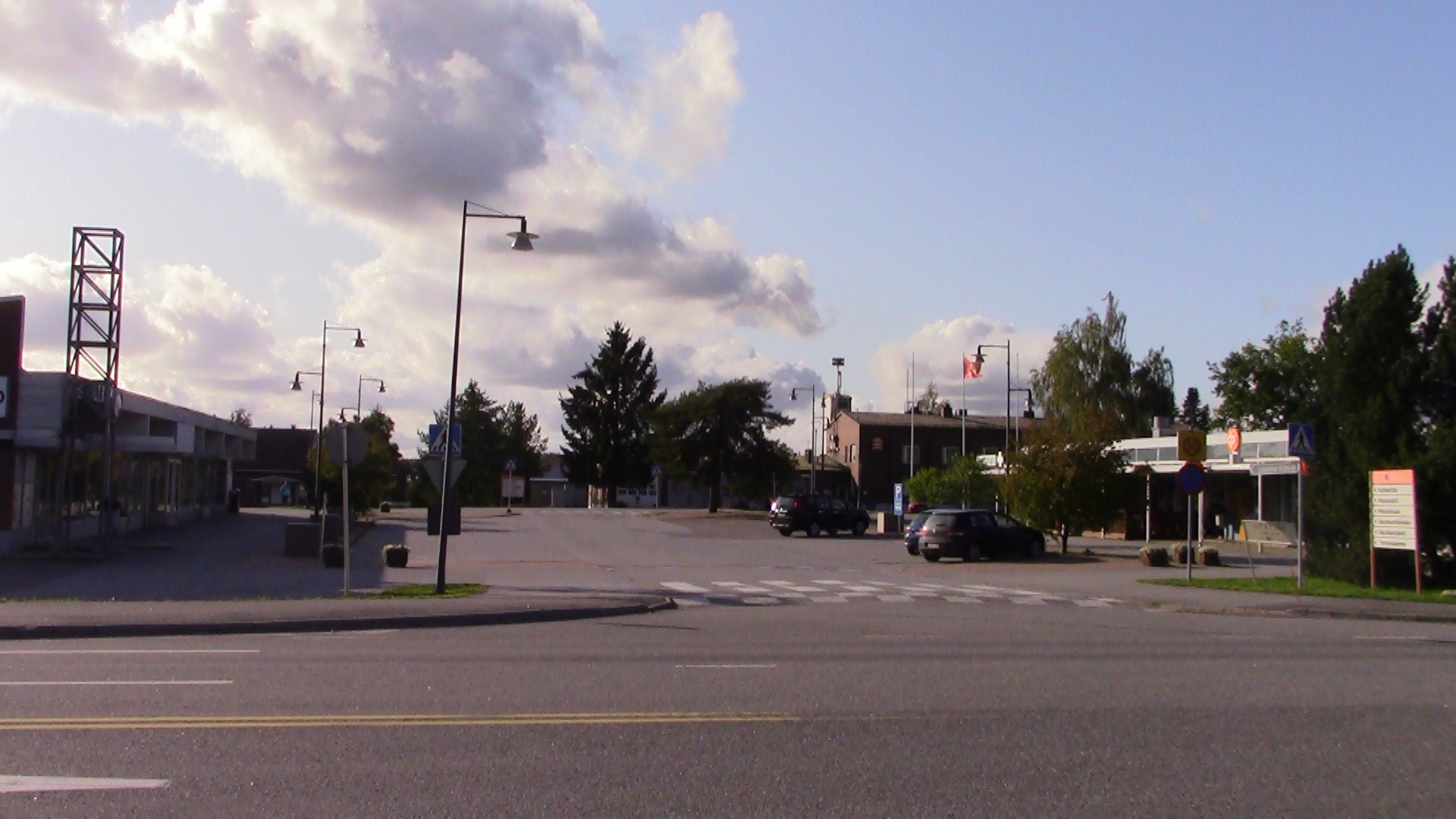
Centre de Rusko.
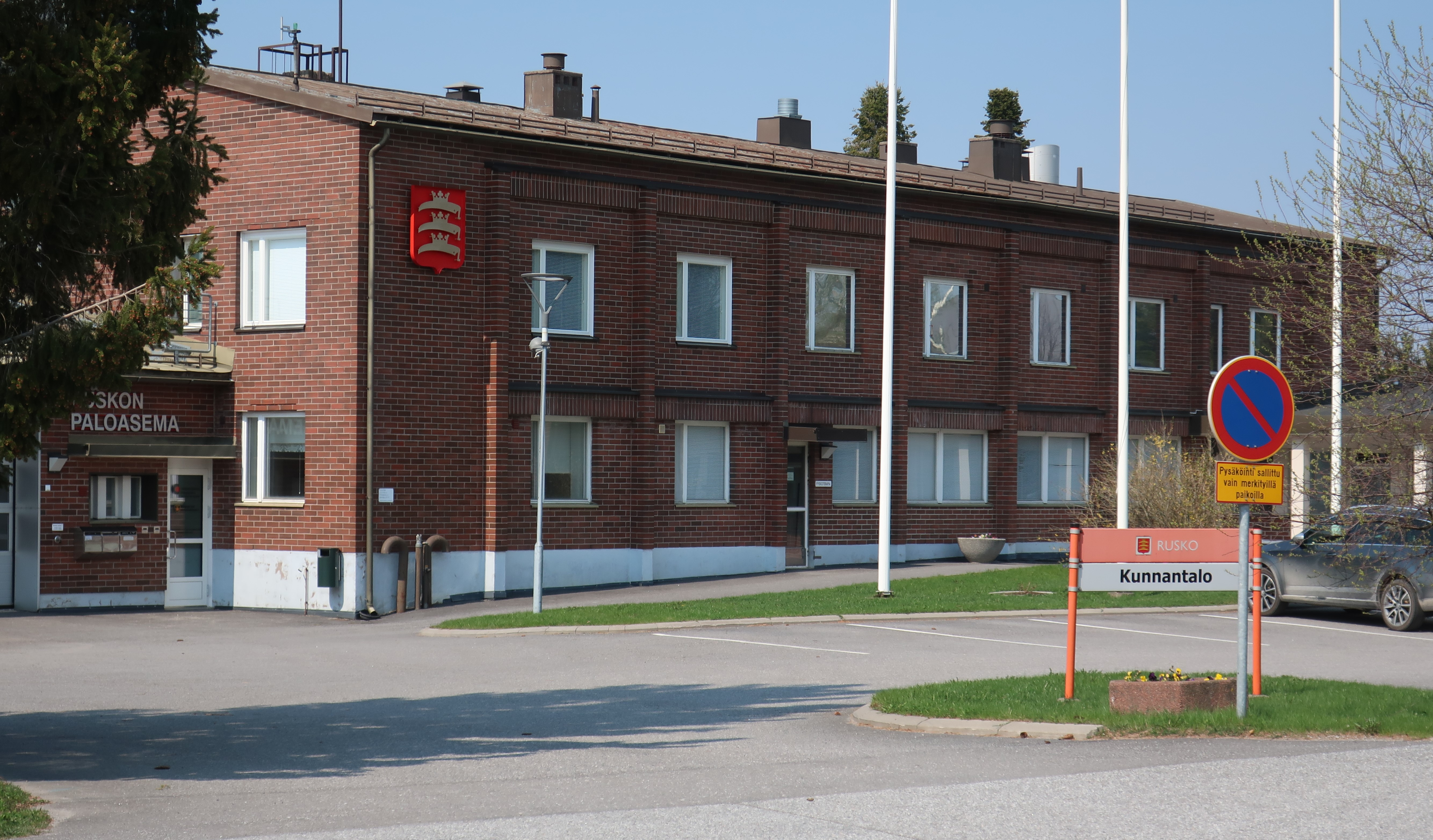
Mairie de Rusko.
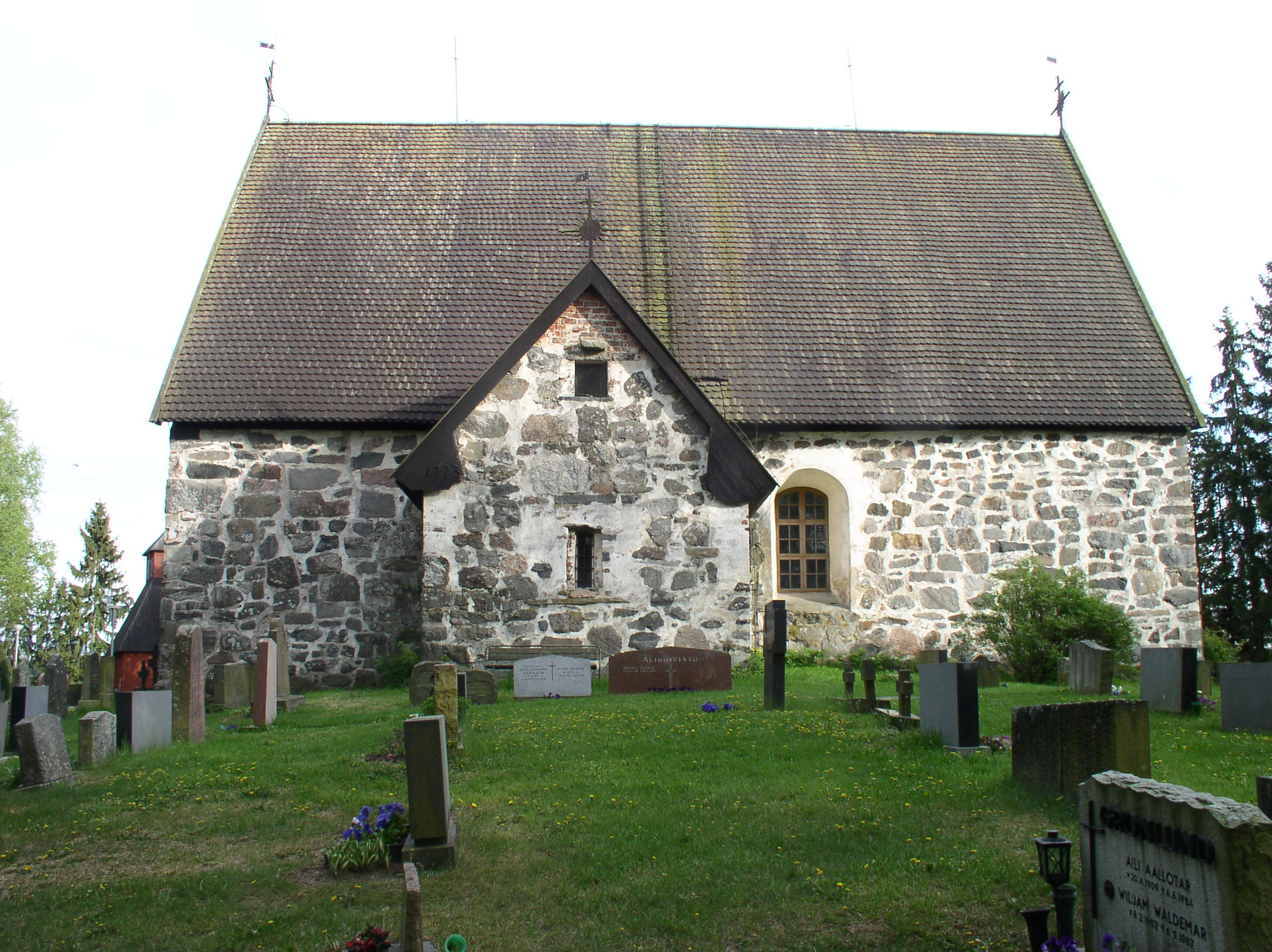
Église de Rusko
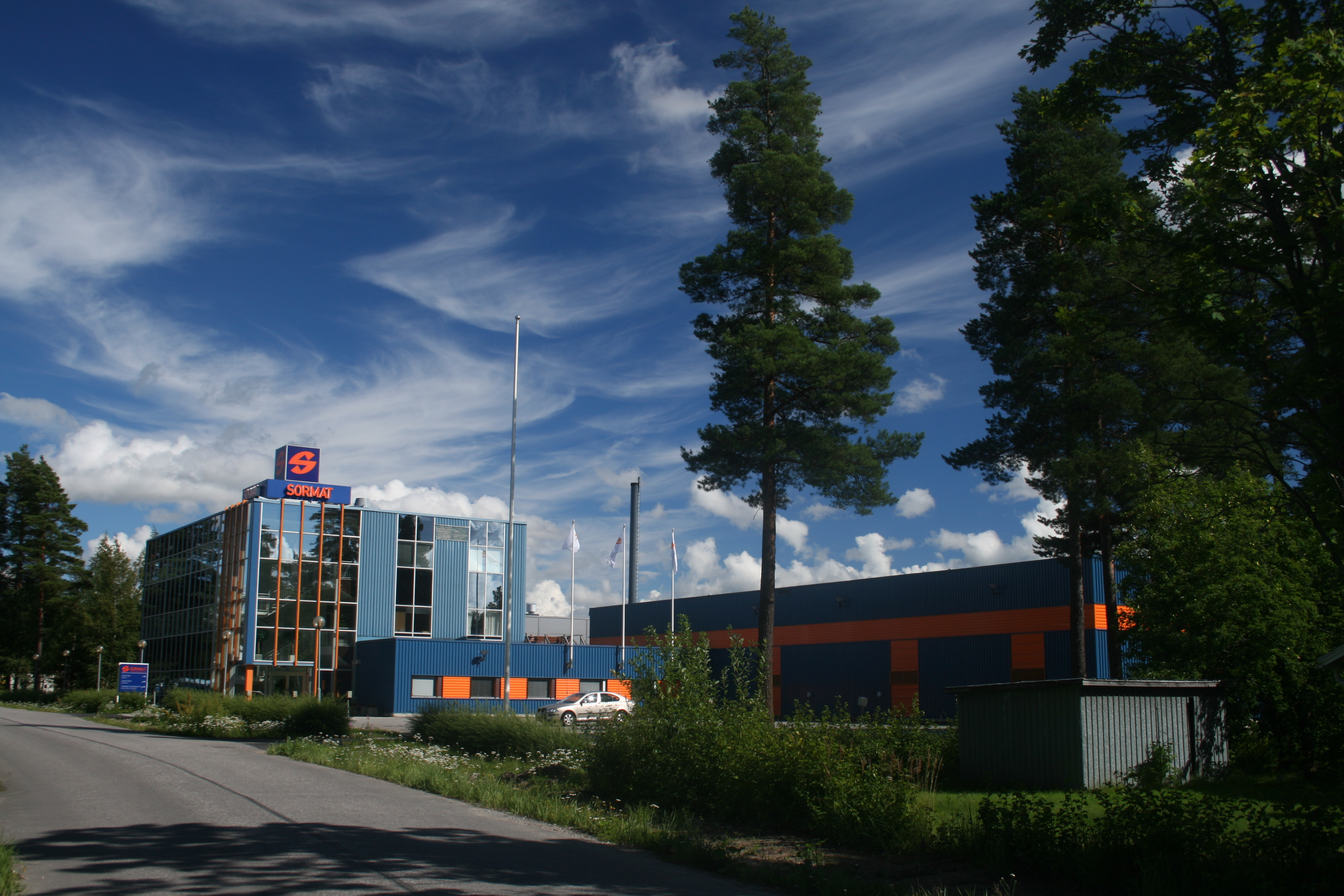
Sormat.
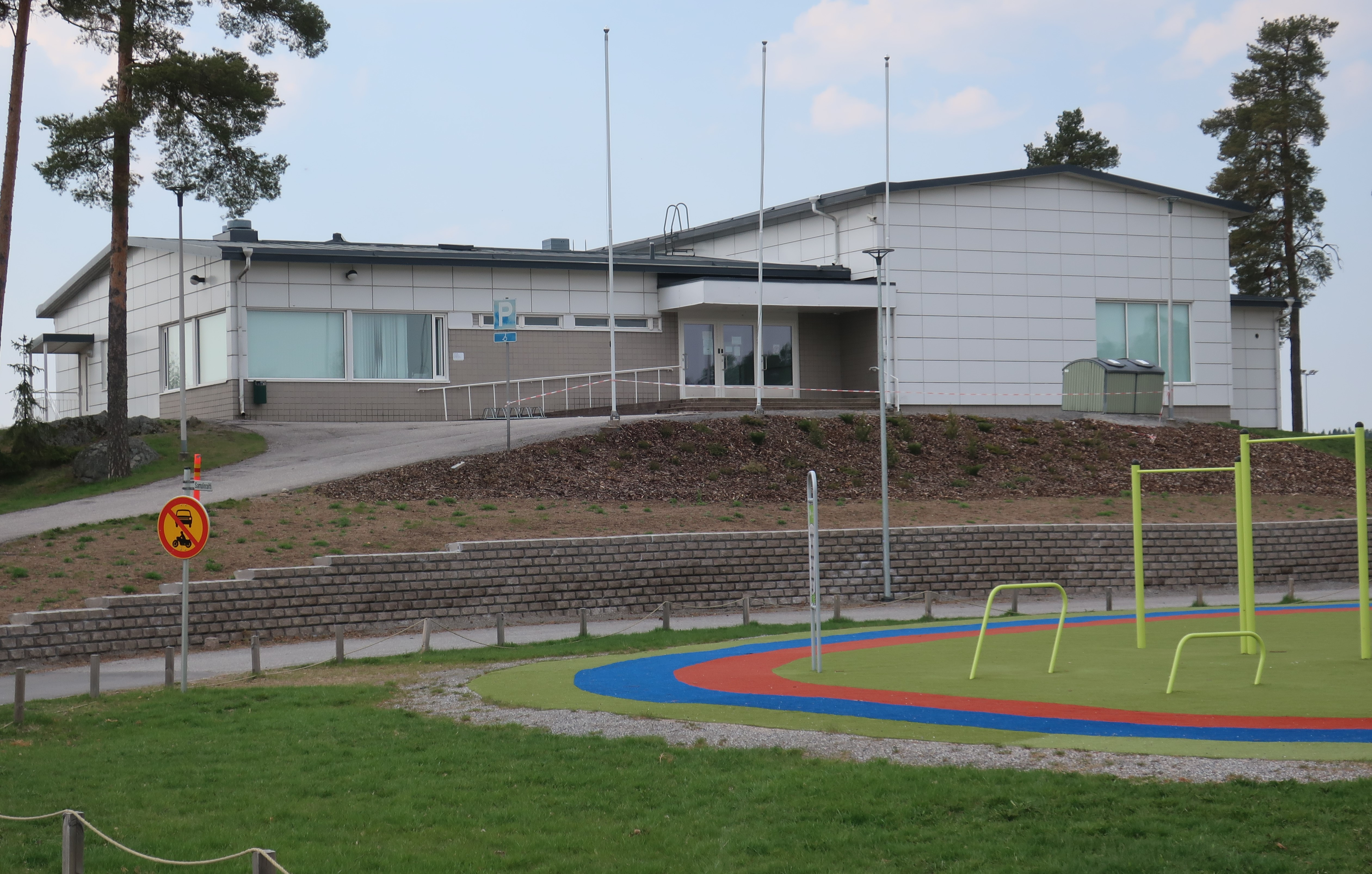
Ruskotalo.
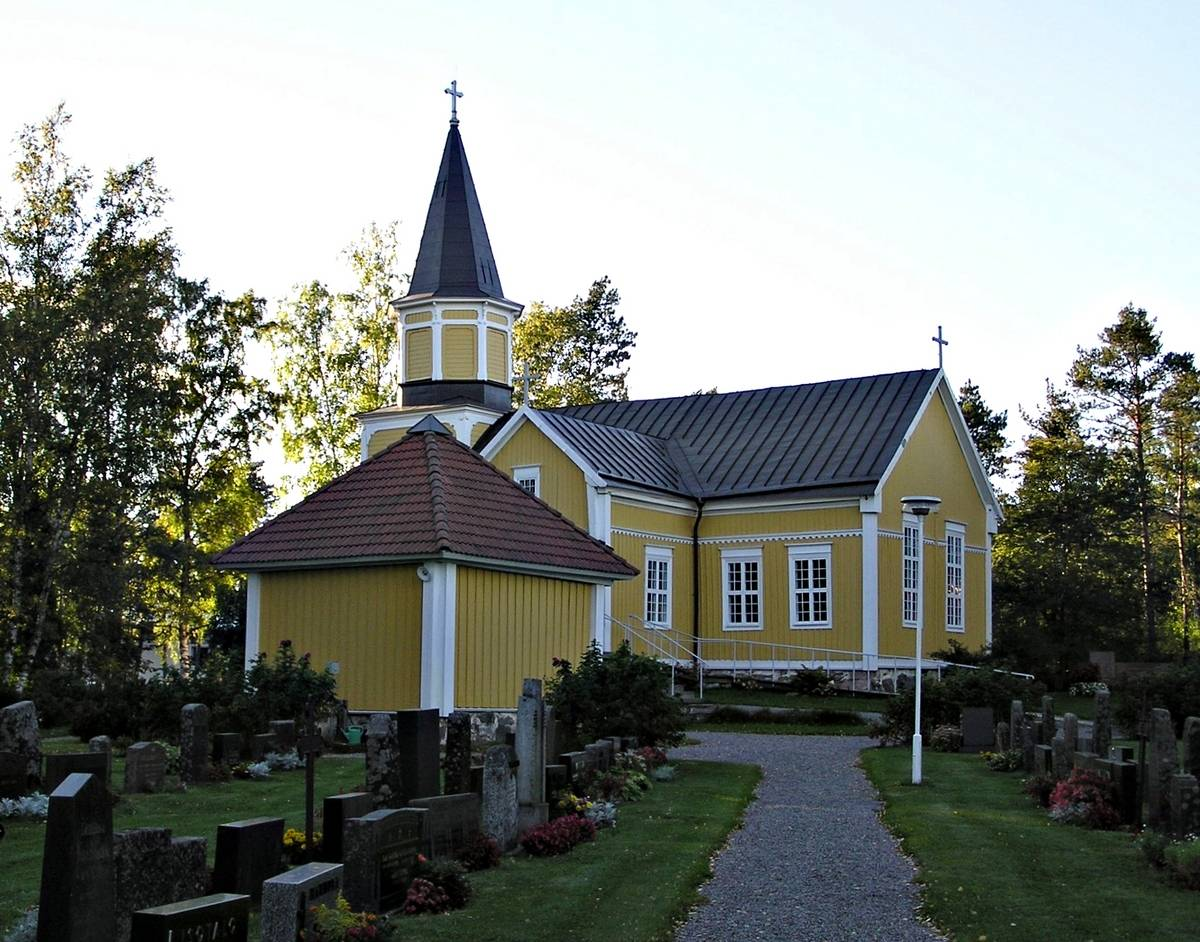
Église de Vahto.